# Liste des ambassadeurs de Finlande en Croatie
L’ambassadeur de Finlande en Croatie est le représentant légal le plus important de la Finlande auprès du gouvernement croate.

## Ambassadeurs successifs
| Début | Fin      | Ambassadeur                  | Observations |
| ----- | -------- | ---------------------------- | ------------ |
| 1992  | 1996     | Pertti Torstila              | -            |
| 1997  | 1998     | Elisabeth Tigerstedt-Tähtelä | -            |
| 1998  | 2002     | Osmo Lipponen                | -            |
| 2002  | 2007     | Ilpo Manninen                | -            |
| 2007  | 2010     | Ann-Marie Nyroos             | -            |
| 2010  | 2013     | Juha Ottman                  | -            |
| 2013  | 2017     | Timo Rajakangas              | -            |
| 2018  | en cours | Risto Piipponen              | -            |

## Sources